# Tweede Valthermond
Tweede Valthermond (52° 54′ N, 7° 02′ L) é uma cidade dos Países Baixos, na província de Drente. Tweede Valthermond pertence ao município de Borger-Odoorn, e está situada a 16 km, a norte de Emmen.
A área de Tweede Valthermond, que também inclui as partes periféricas da cidade, bem como a zona rural circundante, tem uma população estimada em 50 habitantes.